# Макаровская (шахта)
«Макаровская» — угледобывающее предприятие в селе Горное Макаровского района Сахалинской области. Входила в состав «Сахалинугля», отрабатывала Макаровское буроугольное месторождение.
Шахта № 4/6 (японское название «Сиритори») и шахта № 7 (японское название «Хигаси-Сакутан») были основаны в период японского владения Южным Сахалином. В 1947 году в городе Макарове был создан трест «Макаровуголь» комбината «Сахалинуголь», в состав которого были включены эти две шахты. Трест был ликвидирован в 1957 году, шахты были переданы в непосредственное подчинение комбинату. В 1971 году шахты № 7 и № 4/6 были объединены в шахту «Макаровская».
Закрыта 24 февраля 1998 года.
- При написании этой статьи использовался материал сайта MiningWiki.ru, доступный по лицензии Creative Commons BY-SA 3.0 Unported.